# کنجی سکیدو
کنجی سکیدو (انگلیسی: Kenji Sekido؛ زادهٔ ۷ ژانویهٔ ۱۹۹۰) بازیکن فوتبال اهل ژاپن است.